# Uruguayi labdarúgó-bajnokság (első osztály)
A Primera División Uruguay első osztályú labdarúgó-bajnoksága. 1900 óta rendeznek küzdelmeket. 1931-ig amatőr szinten, majd 1932-től professzionális rendszerben.

## A 2014-15-ös szezon résztvevői
| Csapat            | Város       |
| ----------------- | ----------- |
| Atenas            | Maldonado   |
| Cerro             | Montevideo  |
| Danubio           | Montevideo  |
| Defensor Sporting | Montevideo  |
| El Tanque Sisley  | Montevideo  |
| Fénix             | Montevideo  |
| Juventud          | Las Piedras |
| Nacional          | Montevideo  |
| Peñarol           | Montevideo  |
| Racing Club       | Montevideo  |
| Rampla Juniors    | Montevideo  |
| Rentistas         | Montevideo  |
| River Plate       | Montevideo  |
| Sud América       | Montevideo  |
| Tacuarembó        | Tacuarembó  |
| Wanderers         | Montevideo  |

## Bajnokságok

### Amatőr korszak
| Uruguayi Labdarúgó Szövetség (UFA) |                      |                 |                      |
| Év                                 | Bajnok               | Eredmény        | Második              |
| 1900                               | CURCC                | Bajnokság       | Albion               |
| 1901                               | CURCC                | Bajnokság       | Nacional             |
| 1902                               | Nacional             | Bajnokság       | CURCC                |
| 1903                               | Nacional             | 3:2             | CURCC                |
| 1904                               |                      | Nem rendeztek   |                      |
| 1905                               | CURCC                | Bajnokság       | CURCC                |
| 1906                               | Montevideo Wanderers | Bajnokság       | CURCC                |
| 1907                               | CURCC                | Bajnokság       | Montevideo Wanderers |
| 1908                               | River Plate FC       | Bajnokság       | Montevideo Wanderers |
| 1909                               | Montevideo Wanderers | Bajnokság       | CURCC                |
| 1910                               | River Plate FC       | Bajnokság       | CURCC                |
| 1911                               | CURCC                | Bajnokság       | Montevideo Wanderers |
| 1912                               | Nacional             | Bajnokság       | CURCC                |
| 1913                               | River Plate FC       | Bajnokság       | Nacional             |
| 1914                               | River Plate FC       | 1:1, 1:1 és 1:0 | Peñarol              |
| 1915                               | Nacional             | Bajnokság       | Peñarol              |
| 1916                               | Nacional             | Bajnokság       | Peñarol              |
| 1917                               | Nacional             | Bajnokság       | Peñarol              |
| 1918                               | Peñarol              | Bajnokság       | Nacional             |
| 1919                               | Nacional             | Bajnokság       | Universal            |
| 1920                               | Nacional             | Bajnokság       | Peñarol              |
| 1921                               | Peñarol              | Bajnokság       | Nacional             |
| 1922                               | Nacional             | Bajnokság       | Montevideo Wanderers |
| 1923                               | Nacional             | Bajnokság       | Rampla Juniors       |
| 1924                               | Nacional             | Bajnokság       | Bella Vista          |
| 1925                               |                      | Befejezetlen    |                      |
| 1926                               |                      | Nem rendeztek   |                      |
| 1927                               | Rampla Juniors       | Bajnokság       | Peñarol              |
| 1928                               | Peñarol              | Bajnokság       | Rampla Juniors       |
| 1929                               | Peñarol              | Bajnokság       | Nacional             |
| 1930                               |                      | Nem rendeztek   |                      |
| 1931                               | Montevideo Wanderers | Bajnokság       | Nacional             |

| Uruguayi Labdarúgó Szövetség (FUF) |                    |              |                    |
| Év                                 | Bajnok             | Eredmény     | Második            |
| 1923                               | Atlético Wanderers | Bajnokság    | Peñarol            |
| 1924                               | Peñarol            | Bajnokság    | Atlético Wanderers |
| 1925                               |                    | Befejezetlen |                    |

| Ideiglenes Kormány |         |           |                      |
| Év                 | Bajnok  | Eredmény  | Második              |
| 1926               | Peñarol | Bajnokság | Montevideo Wanderers |

### Profi korszak
| Év      | Bajnok            | Eredmény                     | Második              | Bajnokcsapat edzője    |
| ------- | ----------------- | ---------------------------- | -------------------- | ---------------------- |
| 1932    | Peñarol           | Bajnokság                    | Rampla Juniors       | Leonardo de Lucca      |
| 1933    | Nacional          | 0:0, 0:0 és 3:2              | Peñarol              | Szigeti Imre           |
| 1934    | Nacional          | Bajnokság                    | Peñarol              | Szigeti Imre           |
| 1935    | Peñarol           | Bajnokság                    | Nacional             | Athuel Velázquez       |
| 1936    | Peñarol           | Bajnokság                    | Nacional             | Athuel Velázquez       |
| 1937    | Peñarol           | Bajnokság                    | Nacional             | Athuel Velázquez       |
| 1938    | Peñarol           | Bajnokság                    | Nacional             | Athuel Velázquez       |
| 1939    | Nacional          | 3:2                          | Peñarol              | William Reaside        |
| 1940    | Nacional          | Bajnokság                    | Rampla Juniors       | Héctor Castro          |
| 1941    | Nacional          | Bajnokság                    | Peñarol              | Héctor Castro          |
| 1942    | Nacional          | Bajnokság                    | Peñarol              | Héctor Castro          |
| 1943    | Nacional          | Bajnokság                    | Peñarol              | Héctor Castro          |
| 1944    | Peñarol           | 0:0 és 3:2                   | Nacional             | Aníbal Tejada          |
| 1945    | Peñarol           | Bajnokság                    | Nacional             | Alberto Supicci        |
| 1946    | Nacional          | Bajnokság                    | Peñarol              | Enrique Fernández      |
| 1947    | Nacional          | Bajnokság                    | Nincs                | Ricardo Faccio         |
| 1948    |                   | Befejezetlen                 |                      |                        |
| 1949    | Peñarol           | Bajnokság                    | Nacional             | Hirschl Imre           |
| 1950    | Nacional          | Bajnokság                    | Peñarol              | Enrique Fernández      |
| 1951    | Peñarol           | Bajnokság                    | Nacional             | Hirschl Imre           |
| 1952    | Nacional          | 4:2                          | Peñarol              | Héctor Castro          |
| 1953    | Peñarol           | Bajnokság                    | Nacional             | Juan López             |
| 1954    | Peñarol           | Bajnokság                    | Nacional             | Juan López             |
| 1955    | Nacional          | Bajnokság                    | Peñarol              | Ondino Viera           |
| 1956    | Nacional          | Bajnokság                    | Peñarol              | Ondino Viera           |
| 1957    | Nacional          | Bajnokság                    | Peñarol              | Ondino Viera           |
| 1958    | Peñarol           | Bajnokság                    | Nacional             | Hugo Bagnulo           |
| 1959    | Peñarol           | 2:0                          | Nacional             | Roberto Scarone        |
| 1960    | Peñarol           | 3:1                          | Cerro                | Roberto Scarone        |
| 1961    | Peñarol           | Bajnokság                    | Nacional             | Roberto Scarone        |
| 1962    | Peñarol           | Bajnokság                    | Nacional             | Juan Peregrino Anselmo |
| 1963    | Nacional          | Bajnokság                    | Peñarol              | Zezé Moreira           |
| 1964    | Peñarol           | Bajnokság                    | Rampla Juniors       | Roque Máspoli          |
| 1965    | Peñarol           | Bajnokság                    | Nacional             | Roque Máspoli          |
| 1966    | Nacional          | Bajnokság                    | Peñarol              | Roberto Scarone        |
| 1967    | Peñarol           | Bajnokság                    | Nacional             | Roque Máspoli          |
| 1968    | Peñarol           | Bajnokság                    | Nacional             | Rafael Milans          |
| 1969    | Nacional          | Bajnokság                    | Peñarol              | Zezé Moreira           |
| 1970    | Nacional          | Bajnokság                    | Peñarol              | Washington Etchamendi  |
| 1971    | Nacional          | Bajnokság                    | Peñarol              | Washington Etchamendi  |
| 1972    | Nacional          | Bajnokság                    | Peñarol              | Washington Etchamendi  |
| 1973    | Peñarol           | Bajnokság                    | Nacional             | Hugo Bagnulo           |
| 1974    | Peñarol           | Bajnokság                    | Nacional             | Hugo Bagnulo           |
| 1975    | Peñarol           | Bajnokság                    | Nacional             | Hugo Bagnulo           |
| 1976    | Atlético Defensor | Bajnokság                    | Peñarol              | José de León           |
| 1977    | Nacional          | Bajnokság                    | Peñarol              | Pedro Dellacha         |
| 1978    | Peñarol           | Bajnokság                    | Nacional             | Dino Sani              |
| 1979    | Peñarol           | Bajnokság                    | Nacional             | Dino Sani              |
| 1980    | Nacional          | Bajnokság                    | Montevideo Wanderers | Juan Mujica            |
| 1981    | Peñarol           | Bajnokság                    | Nacional             | Luis Cubilla           |
| 1982    | Peñarol           | Bajnokság                    | Nacional             | Hugo Bagnulo           |
| 1983    | Nacional          | Bajnokság                    | Danubio              | Víctor Espárrago       |
| 1984    | Central Español   | Bajnokság                    | Peñarol              | Líber Arispe           |
| 1985    | Peñarol           | Bajnokság                    | Montevideo Wanderers | Roque Máspoli          |
| 1986    | Peñarol           | 0:0 (4:3 büntetőkkel)        | Nacional             | Roque Máspoli          |
| 1987    | Atlético Defensor | Bajnokság                    | Nacional             | Raúl Möller            |
| 1988    | Danubio           | Bajnokság                    | Peñarol              | Ildo Maneiro           |
| 1989    | Progreso          | Bajnokság                    | Nacional             | Saúl Rivero            |
| 1990    | Bella Vista       | Bajnokság                    | Nacional             | Manuel Keosseian       |
| 1991    | Defensor Sporting | Bajnokság                    | Nacional             | Juan Ahuntchaín        |
| 1992    | Nacional          | Bajnokság                    | River Plate          | Roberto Fleitas        |
| 1993    | Peñarol           | Bajnokság                    | Defensor Sporting    | Gregorio Pérez         |
| 1994    | Peñarol           | 1:1, 1:1 és 2:1              | Defensor Sporting    | Gregorio Pérez         |
| 1995    | Peñarol           | 1:0, 1:2 és 3:1              | Nacional             | Gregorio Pérez         |
| 1996    | Peñarol           | 1:0 és 1:1                   | Nacional             | Jorge Fossati          |
| 1997    | Peñarol           | 1:0 és 3:0                   | Defensor Sporting    | Gregorio Pérez         |
| 1998    | Nacional          | —                            | Peñarol              | Hugo de León           |
| 1999    | Peñarol           | 1:1, 1:1 és 2:1              | Nacional             | Julio Ribas            |
| 2000    | Nacional          | 1:0 és 1:1                   | Peñarol              | Hugo de León           |
| 2001    | Nacional          | 2:2 és 2:1                   | Danubio              | Hugo de León           |
| 2002    | Nacional          | 2:1 és 2:1                   | Danubio              | Daniel Carreño         |
| 2003    | Peñarol           | 1:0                          | Nacional             | Diego Aguirre          |
| 2004    | Danubio           | 1:4 és 1:0                   | Nacional             | Gerardo Pelusso        |
| 2005    | Nacional          | —                            | Defensor Sporting    | Martín Lasarte         |
| 2005–06 | Nacional          | 4:1 és 2:0                   | Rocha                | Martín Lasarte         |
| 2006–07 | Danubio           | —                            | Peñarol              | Gustavo Matosas        |
| 2007–08 | Defensor Sporting | 2:1 és 0:0                   | Peñarol              | Jorge da Silva         |
| 2008–09 | Nacional          | 2:1 és 2:1                   | Defensor Sporting    | Gerardo Pelusso        |
| 2009–10 | Peñarol           | 1:0 és 1:1                   | Nacional             | Diego Aguirre          |
| 2010–11 | Nacional          | 1:0                          | Defensor Sporting    | Juan Ramon Carrasco    |
| 2011–12 | Nacional          | —                            | Peñarol              | Marcelo Gallardo       |
| 2012–13 | Peñarol           | 3:1                          | Defensor Sporting    | Jorge da Silva         |
| 2013–14 | Danubio           | 0:0 és 2:2 (3:2 büntetőkkel) | Montevideo Wanderers | Leonardo Ramos         |
| 2014–15 | Nacional          | 3–2                          | Peñarol              | Álvaro Gutiérrez       |
| 2015–16 | Peñarol           | —                            | Nacional             | Jorge Da Silva         |
| 2016    | Nacional          | —                            | Montevideo Wanderers | Martín Lasarte         |
| 2017    | Peñarol           | —                            | Defensor Sporting    | Leonardo Ramos         |
| 2018    | Peñarol           | —                            | Nacional             | Diego López            |
| 2019    | Nacional          | —                            | Peñarol              | Álvaro Gutiérrez       |

## A legsikeresebb klubok
| Klub                 | Győzelem | Második hely |
| -------------------- | -------- | ------------ |
| Peñarol              | 52       | 42           |
| Nacional             | 47       | 44           |
| Montevideo Wanderers | 4        | 10           |
| Defensor Sporting    | 4        | 8            |
| Danubio              | 4        | 3            |
| River Plate          | 4        | 1            |
| Rampla Juniors       | 1        | 5            |
| Bella Vista          | 1        | 1            |
| Central Español      | 1        | 0            |
| Progreso             | 1        | 0            |
| Albion               | 0        | 1            |
| Cerro                | 0        | 1            |
| Rocha                | 0        | 1            |
| Universal            | 0        | 1            |

## Fordítás
- Ez a szócikk részben vagy egészben  a   Primera División de Uruguay című spanyol Wikipédia-szócikk fordításán alapul.  Az eredeti cikk szerkesztőit annak laptörténete sorolja fel. Ez a jelzés csupán a megfogalmazás eredetét és a szerzői jogokat jelzi, nem szolgál a cikkben szereplő információk forrásmegjelöléseként.